# 赵醒吾

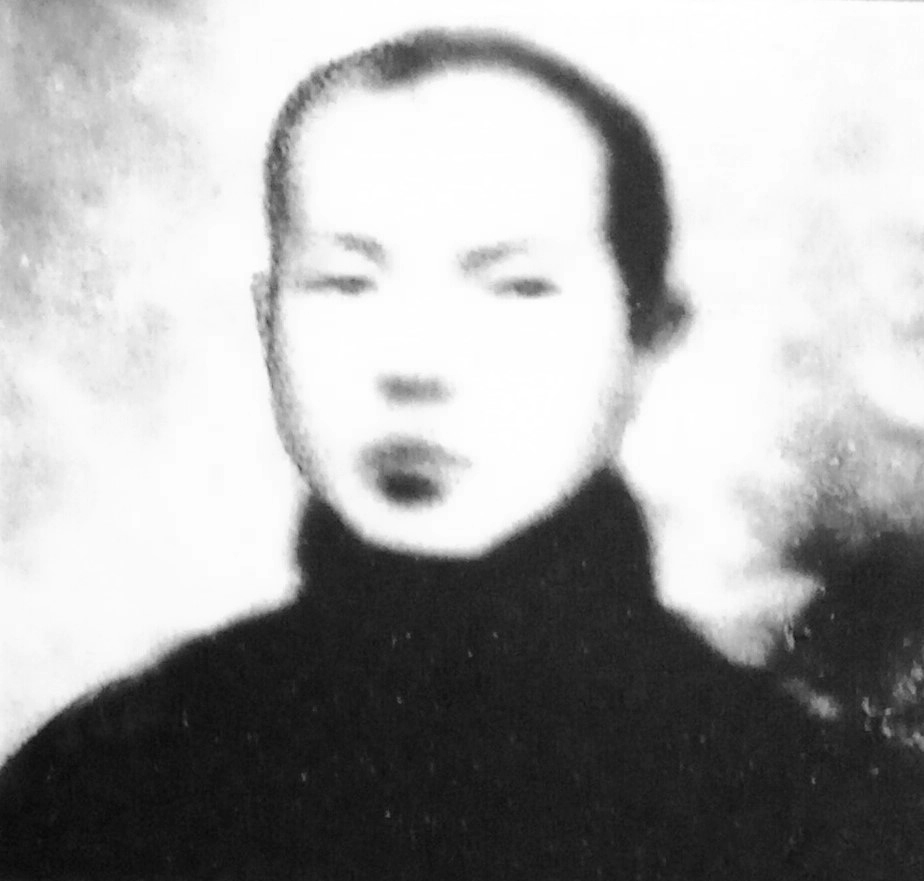
赵醒吾

赵醒吾（1897年7月5日—1930年2月），云南宾川人，原名必馨，字维香。中国共产党早期人物。
赵醒吾生于宾川县大营街一个小康家庭，父亲赵体乾（字明纲）为清朝秀才。1917年从宾川高小毕业，上昆明补习一年后，考入云南省法政学校预备课，1919年升入法律系本科。在校期间，他不仅成绩优异，还研读进步书籍，冒险传播进步思想，被称为“拎着脑袋求真理的青年”。五四运动期间，曾参加声援北京的活动。1922年，因参与学生运动被校方开除，赴广东参加驻当地的滇军，在杨希闵的滇军总司令部供职。在滇军中曾与罗炳辉共事，被其视为良师益友。1924年9月加入中国共产党时，改名赵醒吾。不久调到孙中山大元帅府朱培德拱卫军任参谋。同年冬，广东方面准备北伐，当时吴佩孚的第六师驻赣南，师长杨如轩、杨池生均出自滇军，而杨如轩又是赵醒吾的同乡，故赵醒吾前往杨如轩军中实施策反。1926年10月，杨如轩和杨池生的军队在赣东北同北伐军合编，赵醒吾留在其军中任上校副官长。
1929年春，中共江西省委派赵醒吾去吉安争取罗炳辉。最终，同年7月9日，罗炳辉在赵醒吾、刘士奇、蔡申熙主持下，以化名“罗南煌”秘密加入中国共产党。10月，由赵醒吾提议，罗炳辉准备于苏联“十月革命节”（11月7日）前夜，发起吉安十属总暴动。不料江西共青团书记曾道懿投案，赵醒吾遭举报，但他未离开江西，而是前去与罗炳辉接头，计划提前举行暴动，途中被捕。在被关押的四个多月里，被多次施以极刑而始终保守秘密。最终于1930年2月中旬在吉安被处决。